# Олдонда
Олдонда — село в Борзинском районе Забайкальского края России. Входит в состав сельского поселения «Курунзулайское».

## География
Село находится в северной части района, на берегах реки Олдонда (бассейн Борзи), на расстоянии примерно 60 километров (по прямой) к северо-востоку от города Борзя. Абсолютная высота — 880 метров над уровнем моря.
Климат
Климат характеризуется как резко континентальный с продолжительной морозной и малоснежной зимой и тёплым (временами жарким), неравномерно увлажнённым летом. Средняя температура воздуха самого холодного месяца (января) составляет от −26 °C до −29 °C; средняя температура самого тёплого месяца (июля) — 19 — 21 °C. Среднегодовое количество атмосферных осадков составляет 250—310 мм.
Часовой пояс
Село Олдонда находится в часовой зоне МСК+6. Смещение применяемого времени относительно UTC составляет +9:00.

## История
Основано в 1923 году.

## Население
| 1989 | 2002 | 2010 | 2021 |
| ---- | ---- | ---- | ---- |
| 233  | ↘203 | ↘107 | ↘69  |

Половой состав
По данным Всероссийской переписи населения 2010 года в гендерной структуре населения мужчины составляли 45,8 %, женщины — соответственно 54,2 %.
Национальный состав
Согласно результатам переписи 2002 года, в национальной структуре населения русские составляли 100 % из 203 чел.

## Инфраструктура
В селе функционируют библиотека сельский клуб.

## Улицы
Уличная сеть села состоит из четырёх улиц.